# Лила (Доктор Кто)
Лила (англ. Leela) — персонаж британского научно-фантастического телесериала Доктор Кто. Лила была спутницей Четвёртого Доктора с 1977 по 1978 год. Сценарист Крис Буше назвал её в честь Лейлы Халед..

## История персонажа
Впервые она появляется в серии «Лицо зла». Она одна из воинов племени Севатим, которое является потомками экипажа корабля с Земли, который рухнул на планету в далёком будущем. Название её племени — Севатим («Sevateem») является искажением от «исследовательская группа» («survey team»). Когда Доктор путешествовал один, Лила забралась в ТАРДИС и длительное время сопровождала его в путешествиях.
Хотя Лила была дикаркой, она была очень умной, быстро понимала сложные понятия. Вопреки попыткам Доктора «воспитать» её, тем не менее, Лила всё равно продолжать решать проблемы своими варварскими способами. Она обычно была одета в шкуры животных и имела при себе нож или набор ядовитых шипов янис, которые она могла применить против людей, угрожавших ей. Лила зачастую проявляла сильное чувство опасности.
Хотя глаза Джеймсон на самом деле голубые, в роли Лилы она сначала носила красные контактные линзы, которые делали их карими. Однако контактные линзы существенно ограничивали её зрение, и продюсер Грэм Уильямс пообещал ей сделать так, чтобы она перестала носить их. Чтобы объяснить изменение цвета её глаз, сценарист Терранс Дикс написал сцену в серии «Ужас Скалы клыка», в которой глаза Лилы подверглись «пигментарной дисперсии» и становятся голубыми после того как она увидела взрыв рутанского корабля.
В путешествиях с Доктором Лила столкнулась с роботами-убийцами, убийцей-карликом, рутанами и вторжением сонтаранцев на родную планету Доктора — Галлифрей. В последнем приключении с Доктором «Временное вторжение», она влюбляется в галлифрейца Андреда и решает остаться с ним. Первая модель K-9 остаётся с ней.

## Появления вне сериала
Последующая жизнь Лилы на Галлифрее не была показана в телесериале, но была описана в спин-оффах. В  романе Лангбэрроу из цикла Virgin New Adventures, написанном Марком Платтом, Лила и Андред ожидают ребёнка, впервые за несколько тысячелетий зачатого на Галлифрее естественным путём. Луиз Джеймсон снова сыграла Лилу для спецвыпуска «Измерения во времени» и озвучила персонажа в трёх сериях аудиопостановок Big Finish Productions, действие которых происходило на Галлифрее. В аудио серии Галлифрей Лила была телохранителем, советником и другом Романы.

## Список появлений

### Телевидение
| Номер | Сезон    | Название                                        | Сценарист                       | Режиссёр              | Дата выхода в эфир            |
| ----- | -------- | ----------------------------------------------- | ------------------------------- | --------------------- | ----------------------------- |
| 89    | Сезон 14 | Лицо зла (англ. The Face of Evil)               | Крис Буше                       | Пеннэнт Робертс       | 1 января – 22 января 1977     |
| 90    | Сезон 14 | Роботы смерти (англ. The Robots of Death)       | Крис Буше                       | Майкл И. Брайант      | 29 января – 19 февраля 1977   |
| 91    | Сезон 14 | Когти Венг-Чанга (англ. Talons of Weng-Chiang)  | Роберт Холмс                    | Дэвид Мэлоуни         | 26 февраля – 2 апреля 1977    |
| 92    | Сезон 15 | Ужас Скалы клыка (англ. Horror of Fang Rock)    | Терранс Дикс                    | Пэдди Расселл         | 3 сентября – 24 сентября 1977 |
| 93    | Сезон 15 | Невидимый враг (англ. The Invisible Enemy)      | Боб Бейкер, Дэйв Мартин         | Деррик Гудвин         | 1 октября – 22 октября 1977   |
| 94    | Сезон 15 | Образ Фендала (англ. Image of Fendahl)          | Крис Буше                       | Джордж Спентон-Фостер | 29 октября – 19 ноября 1977   |
| 95    | Сезон 15 | Создатели Солнца (англ. Sun Makers)             | Роберт Холмс                    | Пеннэнт Робертс       | 26 ноябрь – 17 декабря 1977   |
| 96    | Сезон 15 | Подземный мир (англ. Underworld)                | Боб Бейкер, Дэйв Мартин         | Норман Стюарт         | 7 января – 28 января 1978     |
| 97    | Сезон 15 | Временное вторжение (англ. Invasion of Time)    | Грэм Уильямс, Энтони Рид        | Джеральд Блейк        | 4 февраля – 11 марта 1978     |
| 156   | Нет      | Измерения во времени (англ. Dimensions in Time) | Джон Нэйтан-Тёрнер, Дэвид Роден | Стюарт Макдональд     | 26–27 ноября 1993             |

### Романы
| Номер | Серия                  | Название                                           | Автор             | Издатель     | Дата выпуска    |
| ----- | ---------------------- | -------------------------------------------------- | ----------------- | ------------ | --------------- |
| 60    | Virgin New Adventures  | Лангбэрроу (англ. Lungbarrow)                      | Марк Платт        | Virgin Books | 20 марта 1997   |
| 8     | Past Doctor Adventures | Небесное око (англ. Eye of Heaven)                 | Джим Мортимор     | BBC Books    | 2 февраля 1998  |
| 15    | Past Doctor Adventures | Бежит последний человек (англ. Last Man Running)   | Крис Баучер       | BBC Books    | 7 сентября 1998 |
| 27    | Past Doctor Adventures | Клеймовщик трупов (англ. Corpse Marker)            | Крис Баучер       | BBC Books    | Ноябрь 1999     |
| 46    | Past Doctor Adventures | Паранормальная фантастика (англ. Psi-ence Fiction) | Крис Баучер       | BBC Books    | Сентябрь 2001   |
| 50    | Past Doctor Adventures | Метель (англ. Drift)                               | Саймон Эй Форворд | BBC Books    | Февраль 2002    |
| 70    | Past Doctor Adventures | Состязание дня (англ. Match of Day)                | Крис Баучер       | BBC Books    | Январь 2005     |

### Аудиопостановки
| Номер | Серия      | Название                                                               | Сценарист                | Режиссёр     | Дата выпуска |
| ----- | ---------- | ---------------------------------------------------------------------- | ------------------------ | ------------ | ------------ |
| 50    | Доктор Кто | Загреус (англ. Zagreus)                                                | Гэри Расселл, Алан Барнс | Гэри Расселл | Ноябрь 2003  |
| 1.1   | Галлифрей  | Галлифрей: Предпочтительное оружие (англ. Gallifrey: Weapon of Choice) | Алан Барнс               | Гэри Расселл | Март 2004    |
| 1.2   | Галлифрей  | Галлифрей: Самое начало (англ. Gallifrey: Square One)                  | Стивен Коул              | Гэри Расселл | Апрель 2004  |
| 1.3   | Галлифрей  | Галлифрей: Допрос (англ. Gallifrey: The Inquiry)                       | Джастин Ричардс          | Гэри Расселл | Апрель 2004  |
| 1.4   | Галлифрей  | Галлифрей: Невидящее око (англ. Gallifrey: A Blind Eye)                | Алан Барнс               | Гэри Расселл | Май 2004     |
| 2.1   | Галлифрей  | Галлифрей: Ложь (англ. Gallifrey: Lies)                                | Гэри Расселл             | Гэри Расселл | Апрель 2005  |
| 2.2   | Галлифрей  | Галлифрей: Дух (англ. Gallifrey: Spirit)                               | Стивен Коул              | Гэри Расселл | Май 2005     |
| 2.3   | Галлифрей  | Галлифрей: Пандора (англ. Gallifrey: Pandora)                          | Джастин Ричардс          | Гэри Расселл | Июнь 2005    |
| 2.4   | Галлифрей  | Галлифрей: Беспорядки (англ. Gallifrey: Insurgency)                    | Стив Лионс               | Гэри Расселл | Июль 2005    |
| 2.5   | Галлифрей  | Галлифрей: Империатрикс (англ. Gallifrey: Imperiatrix)                 | Стьюарт Ширголд          | Гэри Расселл | Август 2005  |
| 3.1   | Галлифрей  | Галлифрей: Переломный момент (англ. Gallifrey: Fractures)              | Стивен Коул              | Гэри Расселл | Май 2006     |
| 3.2   | Галлифрей  | Галлифрей: Война (англ. Gallifrey: Warfare)                            | Стьюарт Ширголд          | Гэри Расселл | Июнь 2006    |
| 3.3   | Галлифрей  | Галлифрей: Незаконно присвоенное (англ. Gallifrey: Appropriation)      | Пол Саттон               | Гэри Расселл | Июль 2006    |
| 3.4   | Галлифрей  | Галлифрей: Бомба разума (англ. Gallifrey: Mindbomb)                    | Джастин Ричардс          | Гэри Расселл | Июль 2006    |
| 3.5   | Галлифрей  | Галлифрей: Панацея (англ. Gallifrey: Panacea)                          | Алан Барнс               | Гэри Расселл | Август 2006  |
| 8     | Доктор Кто | Катализатор (англ. The Catalyst)                                       | Найджел Фэрс             | Найджел Фэрс | Январь 2008  |
| 12    | Доктор Кто | Эмпатические игры (англ. Empathy Games)                                | Найджел Фэрс             | Найджел Фэрс | Октябрь 2008 |
| 30    | Доктор Кто | Вампир времени (англ. The Time Vampire)                                | Найджел Фэрс             | Найджел Фэрс | 31 мая 2010  |